# 비디오 품질
비디오 품질(Video quality)은 인지된 비디오의 저하(일반적으로 원본 비디오와 비교 시)를 설명하는 비디오 전송 또는 처리 시스템을 통과하는 비디오의 특성이다. 비디오 처리 시스템은 시스템에 대한 사용자의 인식에 부정적인 영향을 미치는 비디오 신호에 어느 정도의 왜곡이나 아티팩트를 도입할 수 있다. 비디오 제작 및 배포에 종사하는 많은 이해관계자에게 비디오 품질 보장은 중요한 작업이다.
연구 중인 비디오 시퀀스 세트의 품질을 설명하기 위해 비디오 품질 평가가 수행된다. 비디오 품질은 객관적으로(수학적 모델을 통해) 평가하거나 주관적으로(사용자에게 평가를 요청하여) 평가할 수 있다. 또한 시스템 품질은 오프라인(즉, 새로운 코덱이나 서비스 개발을 위한 실험실 환경)이나 서비스 중(특정 수준의 품질을 모니터링하고 보장하기 위해)에서 확인할 수 있다.

## 아날로그에서 디지털 비디오로
세계 최초의 비디오 시퀀스가 녹화되고 전송된 이후로 많은 비디오 처리 시스템이 설계되었다. 이러한 시스템은 비디오 스트림을 인코딩하여 다양한 종류의 네트워크나 채널을 통해 전송한다. 아날로그 비디오 시스템 시대에는 테스트 신호(예: 컬러 막대 및 원 모음)를 사용하여 시스템의 주파수 응답을 계산하여 비디오 처리 시스템의 품질 측면을 평가할 수 있었다.
디지털 비디오 시스템은 아날로그 시스템을 거의 완전히 대체했으며 품질 평가 방법도 변경되었다. 디지털 비디오 처리 및 전송 시스템의 성능은 크게 달라질 수 있으며 입력 비디오 신호의 특성(예: 모션의 양 또는 공간적 세부 사항), 인코딩 및 전송에 사용되는 설정, 채널 충실도 또는 네트워크를 포함한 많은 요소에 따라 달라진다.

## 같이 보기
- 최대 신호 대 잡음비

## 관련 문헌
- ITU-R recommendations on subjective video quality
- ITU-T recommendations on objective and subjective video quality